# Internationale Katholische Konferenz des Pfadfindertums

Logo

Die Internationale Katholische Konferenz des Pfadfindertums (englisch International Catholic Conference of Scouting, gebräuchliche Abkürzung ICCS; französisch Conférence Internationale Catholique du Scoutisme, Abkürzung CICS; spanisch Conferencia Internacional Católica de Escultismo, Abkürzung CICE)  ist ein internationaler Zusammenschluss von römisch-katholischen Pfadfinderverbänden. Sie wurde 1948 gegründet und 1962 vom Heiligen Stuhl als eine internationale Vereinigung von Gläubigen päpstlichen Rechts anerkannt. Die Organisation mit Sitz in Rom hat beratenden Status bei der World Organization of the Scout Movement (WOSM).

## Geschichte

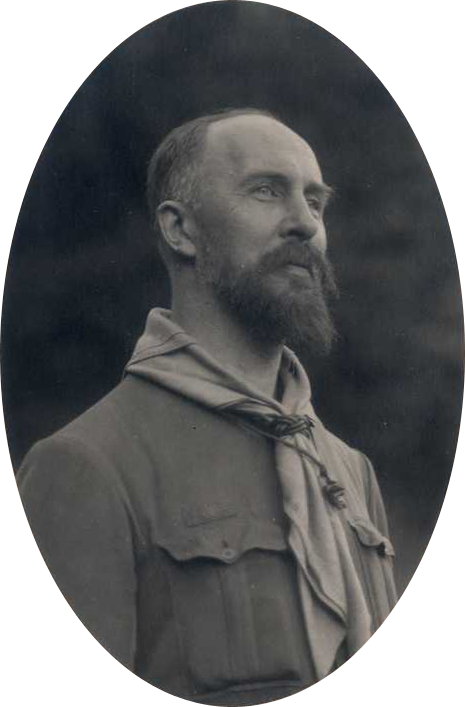
Pater Jacques Sevin (1882–1951)

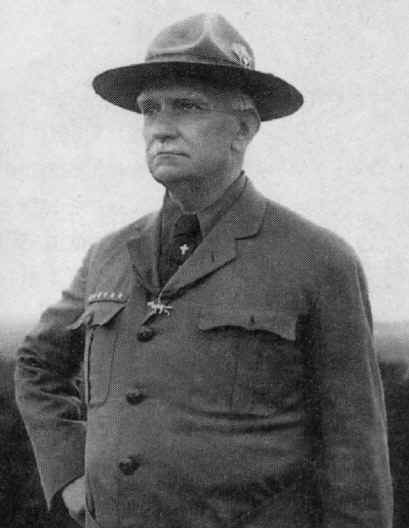
Graf Mario di Carpegna (1856–1924)

Im Jahr 1920 entstand, beim ersten weltweiten Treffen des „Internationalen Büros der Pfadfinderbewegung“ die Idee zur Gründung einer „Internationalen Katholischen Konferenz der Pfadfinder“. Die Initiatoren waren der französische Jesuit Jacques Sevin von den französischen Pfadfindern, der italienische Graf Mario di Carpegna von der Vereinigung der italienischen Pfadfinder und Professor Jean Corbisier vom belgischen Pfadfinderverband. Die Initiative wurde von Papst Benedikt XV. (1914–1922) unterstützt und im Juli 1922 wurde die Satzung approbiert. Die ersten Mitglieder waren Argentinien, Österreich, Belgien, Chile, Ecuador, Frankreich, Italien, Luxemburg, Polen, Spanien und Ungarn. Zwischen 1946 und 1947 nahmen die Verantwortlichen die Reaktivierung vor und 1948 erfolgte die offizielle Gründung der „Internationalen Katholischen Konferenz der Pfadfinder“. Im Juni 1962 verkündet der Heilige Stuhl die „Charta der katholischen Pfadfinder“ und erteilte der Satzung das päpstliche Anerkennungsdekret, zum gleichen Zeitpunkt nahm die internationale katholische Organisation den Namen „Internationale Katholische Konferenz des Pfadfindertums“ an. Im Jahr 2000 wurde die ICCS vom Päpstlichen Rat für die Laien in die offizielle Liste der Vereinigungen von Gläubigen aufgenommen.

## Selbstverständnis
In ihrer Orientierung und Ausrichtung ist sie sowohl den Statuten der Weltpfadfinderbewegung wie auch der Charta des katholischen Pfadfindertums von 1977 verpflichtet. Die ICCS versteht sich als Leitorgan für alle Führungskräfte und Erzieher: Ihr Ziel ist es, einen Beitrag zu einer ganzheitlichen Erziehung der Jugendlichen zu leisten. Hierzu bedient sie sich der christlichen Erziehung, die ihre Basis im katholischen Glauben findet. Deshalb richtet sie Seminare und Bildungsstätten ein, arbeitet Programme zur Glaubenserziehung aus und sorgt für einen internationalen Dialog. Die katholischen Pfadfinder nehmen ständig an den Aktivitäten der katholischen Kirche teil und stellen sich auf Weltjugendtagen, Foren, Konferenzen, Jamborees, ökumenischen Kirchentagen und Katholikentagen dar.

## Organisation und Ausweitung
Das oberste Organ der ICCS ist der Weltrat, er tritt alle drei Jahre zusammen. Von ihm wird der Generalsekretär gewählt, dem das Generalsekretariat zugeordnet ist. Diese besteht aus 2 Vizesekretären, dem Schatzmeister und dem Kirchlichen Assistenten. Unterhalb des Weltrates sind die Regionalsekretariate Afrika, Asien und Nord- und Südamerika angegliedert. Die unterste Ebene bilden die nationalen Pfadfinderverbände.
Der ICCS gehören weltweit 65 Mitgliedsorganisationen an, korrespondierender Verband der Pfadfinderinnenorganisation in der World Association of Girl Guides and Girl Scouts ist die Conférence Internationale Catholique du Guidisme. Die Pfadfinderorganisationen verteilen sich auf 50 Länder und sind in Afrika, Asien, Europa, Mittlerer Osten, Nordamerika, Ozeanien und Südamerika vertreten. Die ICCS publiziert insgesamt drei Zeitschriften (Info, Signes und Cahiers) und hat seinen Hauptsitz in Rom.

## Mitgliedsverbände im deutschsprachigen Raum
- Belgien:
  - Les Scouts FSC
- Deutschland:
  - Deutsche Pfadfinder*innenschaft Sankt Georg (DPSG)
- Italien
  - Associazione Guide e Scouts Cattolici Italiani mit der
    - Südtiroler Pfadfinderschaft
- Liechtenstein
  - Pfadfinder und Pfadfinderinnen Liechtensteins
- Luxemburg
  - Lëtzebuerger Guiden a Scouten
- Schweiz:
  - Verband Katholischer Pfadfinderinnen und Pfadfinder in der Pfadibewegung Schweiz